# 波多野豪
波多野豪（1998年5月25日—），日本足球運動員，司職守門員，現時被日職球隊FC東京外借至日乙球隊長崎成功丸。

## 俱樂部生涯
1998年出生的波多野豪，波多野豪出身于FC东京青训，1.98米的身高让他成为本赛季日职联赛注册球员中身高排名第三的球员。
不过由于FC东京的主力门将林彰洋表现稳定，波多野豪一直没有出场机会，身披球队50号球衣的他代表FC东京U23参加日丙联赛。
2020赛季前，波多野豪并没有在日职出场过，但他在日丙联赛过去4年已经积累了51场比赛的经验。8月8日联赛第9轮FC东京客战大阪樱花，波多野豪迎来了自己的日职首秀，帮助球队0比0战平对手。

## 外部連結
- （日語）J.League Data Site （页面存档备份，存于）
- プロフィール （页面存档备份，存于） - FC東京
- 波多野豪的X（前Twitter）
- 波多野豪 – FIFA國際賽競賽紀錄 (存檔)
- 日本職業足球聯賽中的波多野豪 （日語）